# Collégiale Notre-Dame-de-l'Assomption de Ciney
 (novembre 2024).
La collégiale Notre-Dame-de-l’Assomption (ou église Saint-Nicolas), est un édifice religieux catholique sis sur la place Monseu, au centre de la ville de Ciney, en Belgique. Succédant à un bâtiment du IXe siècle l’église actuelle comprend deux parties distinctes: une tour-clocher très ancienne et la nef plus récente. Tour et nef furent classés séparément au patrimoine de Wallonie : la première en 1931 et la seconde en 1949 (église). La communauté catholique (paroisse) est placée sous le patronage de saint Nicolas.

## Histoire
Une première église est fondée avant le IXe siècle par des chanoines dépendant du chapitre de la cathédrale Saint-Lambert à Liège. De là l’église acquiert son titre de ‘collégiale’. Grâce à leur présence (monastère canonial, hôtellerie, école), le bourg de Ciney gagne en importance.
Durant l’occupation révolutionnaire française la fondation canoniale est dissoute (1796) et la collégiale Notre-Dame (comme on l’appelait alors) devient simple paroisse placée sous la protection de saint Nicolas de Myre.
Le bâtiment actuel fut agrandi et rénové plusieurs fois. Les parties les plus anciennes sont la tour romane et la crypte à trois nefs, du XIe siècle. Les puissants murs de la tour, devenue ‘clocher’, indiquent une fonction défensive à l’origine L'église fut réduite en cendres lors des attaques de Ciney en 1149 et 1195. Cela s'est également produit lors de la soi-disant 'guerre de la vache' (1275-1278). Les habitants, qui s'étaient réfugiés dans le lieu de culte, périrent dans les flammes.
Une nouvelle nef est construite quelques années plus tard adossée à la tour-clocher qui avait survécu. Après le passage d'un ouragan en 1613, elle doit à nouveau être remplacée (1618-1620). La crypte fut alors comblée de décombres et rendue inaccessible.
L'intérieur est uniformément plâtré en 1791 par Domenico Perugini. Une rénovation en profondeur eut lieu en 1843 et une polychromie en 1886. Lors d'une restauration en 1908 la façade ouest de la tour fut reconstruite et en 1928 la crypte fut à nouveau dégagée. Un sarcophage mérovingien y fut trouvé. Une rénovation majeure a eu lieu en 1975-76.
En 2010 une tornade dévastatrice cause d’importants dégâts à Ciney. La flèche de la collégiale, bien que reconstruite en 1976 est arrachée et s’écroule dans la nef, à travers le toit effondré. Sa restauration fut achevée en 2018. L’intérieur fut entièrement repeint et la  collégiale prit un coup de neuf.

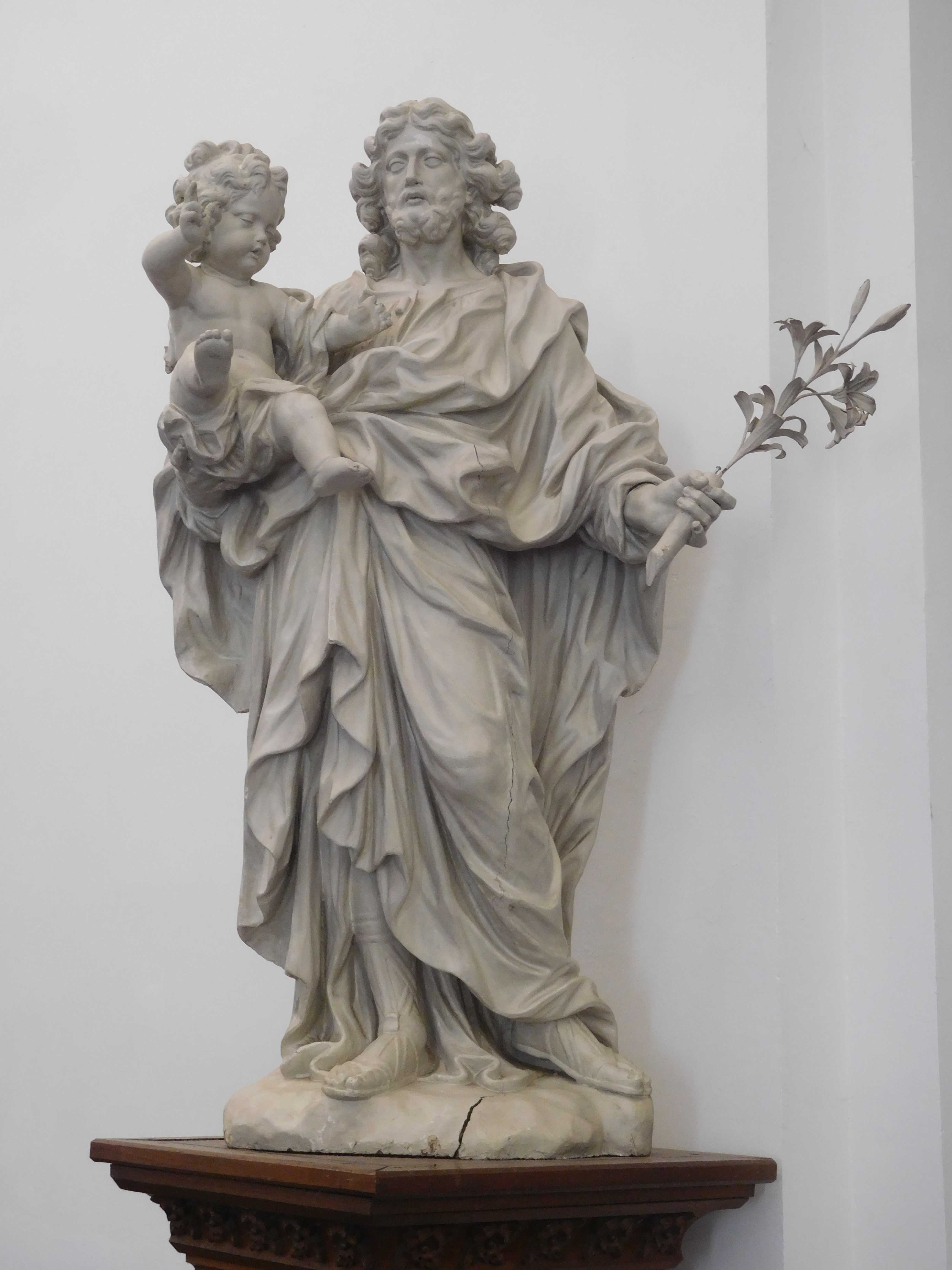
Statue de 'Joseph et l'enfant' (Arnold de Hontoire)

## Patrimoine
- Des pierres tombales très anciennes se trouvent dans les pièces à gauche et à droite de la tour-clocher. Relevées elles sont fixées aux murs.
- Des fonts baptismaux romans, de type ‘tournaisien’, datant du XIIe siècle se trouvent dans le sanctuaire.
- Un retable de saint Éloi (datant de la fin du XVIe siècle).
- Deux statues baroques en bois peint, l’une de saint ‘Joseph avec enfant’ et l’autre de ‘Marie avec enfant’ se trouvent dans le sanctuaire, de part et d‘autre de l’autel. Elles sont attribuées à Arnold de Hontoire et datent de 1700-09.